# Seagram Building
Seagram Building – wieżowiec biurowy w Nowym Jorku, w dzielnicy Midtown Manhattan. Budynek liczy 38 pięter i 157 m wysokości.
Seagram Building zbudowany został w latach 1954–1958 według projektu Ludwiga Miesa van der Rohego w stylu międzynarodowym. Budynek ma kształt prostopadłościanu a jego elewacja wykonana jest ze szkła i brązu. Przed wieżowcem znajduje się publiczny plac z dwiema fontannami. Projektantem holu oraz innych elementów wnętrza był Philip Johnson. Pierwszym właścicielem budynku było przedsiębiorstwo Seagram, produkujące napoje alkoholowe.
W 1984 roku Seagram Building otrzymał nagrodę Twenty-five Year Award przyznawaną przez organizację American Institute of Architects.